# Lemba (inquice)
Lemba ou Lembá, também chamado Cambaranguanje, Caçumbecá, Caçumbenca, Caçute, Canzanza, Cassuté, Catamba, Gangazumbá, Gongapemba, Gonganiumbanda, Lembadilê, Limbafurama, Lembafuranga, Lembarenganga, Zamafurama ou Zamafuramo, é o inquice da procriação e da paz, pai de todos os inquices, que equivale ao orixá Oxalá e ao vodum Lissá. Seus iniciados usam os nomes Deremumbidi e Quimbuto. Na África, é entendido como um espírito feminino que promove a procriação.